# Certe bugie
Certe bugie è un singolo del rapper italiano Nayt, pubblicato l'8 novembre 2024 come primo estratto dall'ottavo album in studio Lettera Q.

## Descrizione
Il brano prende spunto dalla canzone Idee stupide di Fabri Fibra, parla di salvare sè stessi da soli. 

## Video musicale
Un video musicale è stato pubblicato in concomitanza col singolo, ed è stato diretto dallo stesso rapper e Antonio Chiricò.

## Tracce
Testi di William Mezzanotte, musiche di Davide D'Onofrio, Walter Babbini.
1. Certe bugie – 3:07